# Mersinaki
Mersinaki är en helgedom i Cypern som ligger nära stranden mellan Vouni och Soli. Den svenska Cypernexpeditionen, ledd av Einar Gjerstad, grävde ut Mersinaki under året 1930.
Under förhistorisk tid kan dagens bördiga fält i Mersinaki varit täckt av en havsvik. Helgedomen ligger vid floddeltat och traditionen att grunda helgedomar i deltan eller flodmynningar där sötvatten och saltvatten möts är vanligt både för feniciska och grekiska helgedomar. Vid helgedomen hittades många skulpturer, exempelvis de stora terrakottaskulpturerna av skäggiga mansfigurer, nu synliga på Medelhavsmuseet i Stockholm. Dessa har tolkats som votivgåvor till guden Apollon. Helgedomen kan ha varit tillägnad Apollon eftersom två inskriptioner nämner honom, däremot nämner en annan inskription Athena.

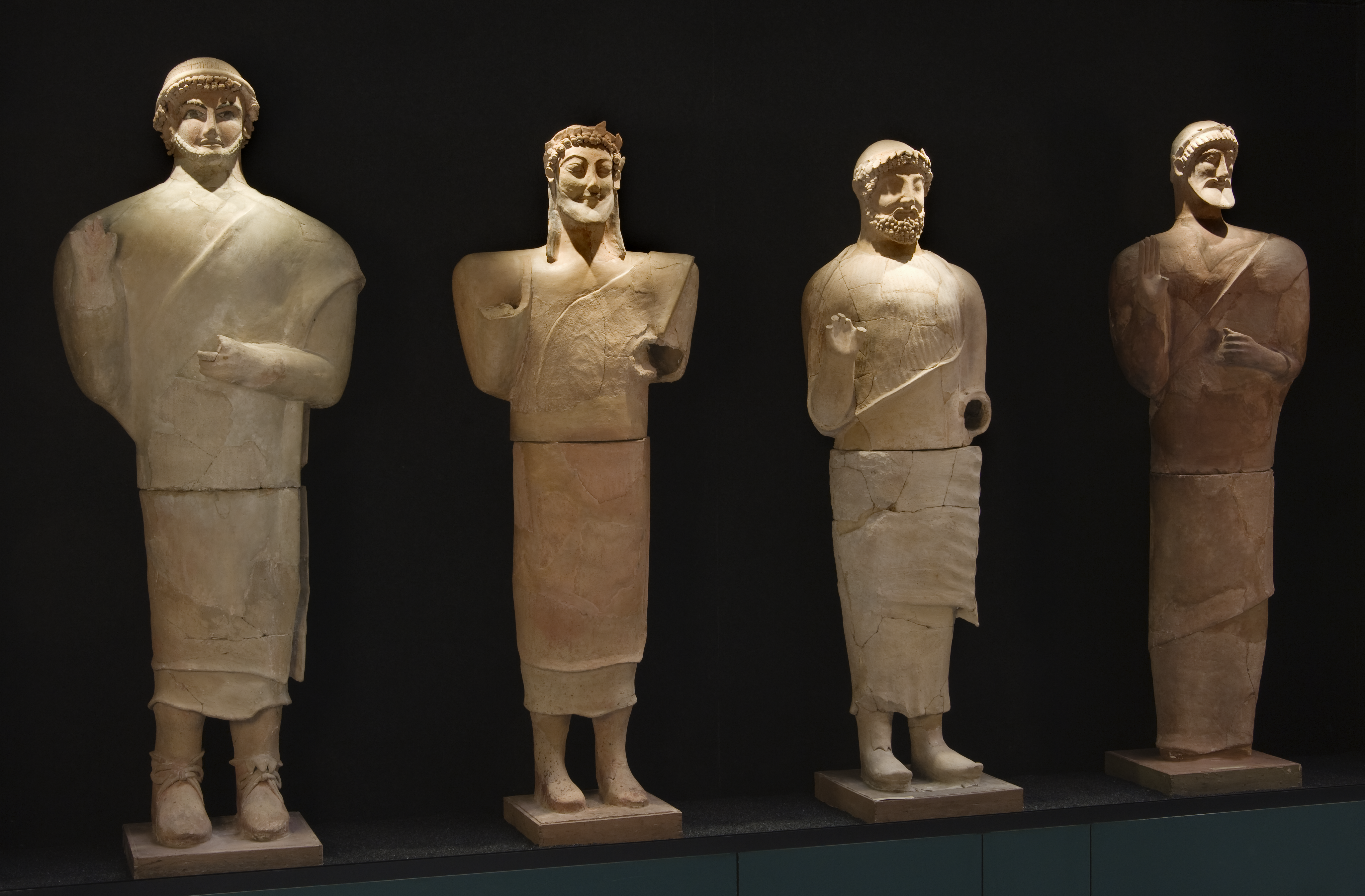
Fyra terrakottaskulpturer från Mersinaki, ca. 460–350 f.Kr. Utställda på Medelhavsmuseet.

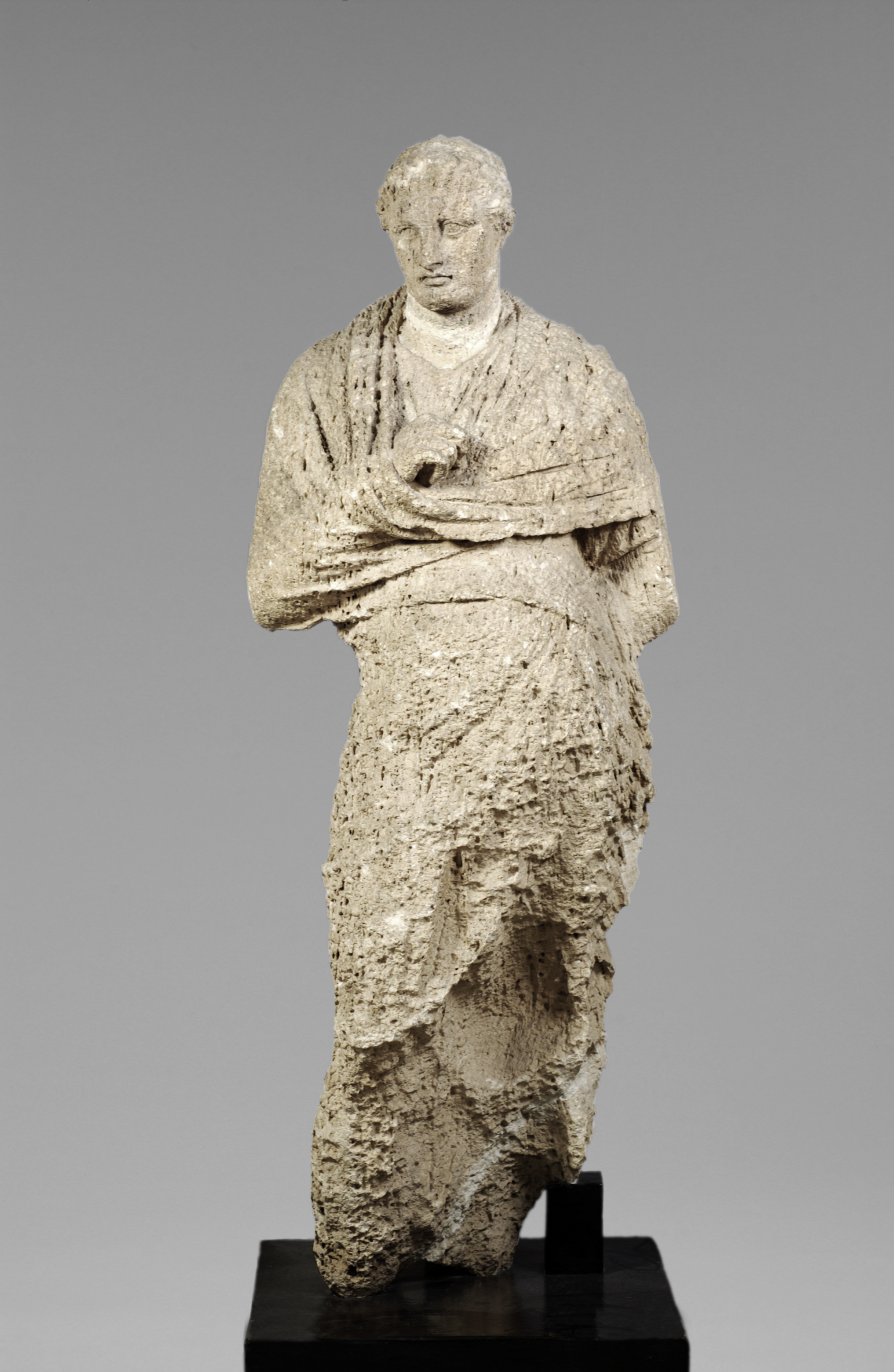
En skulptru av en man bärandes en chition och himation draperad över axeln. Naturlig storlek. Skulpturen är av kalksten från ca. 350–50 f.Kr. Mersinaki.

Utgrävningen började med en enkel trench som visade sig innehålla statyer av terrakotta och sten, vilket resulterade i att arkeologerna bestämde sig för att genomföra en mer storskalig utgrävning än tidigare tänkt. Däremot hittade de få arkitektoniska lämningar. De lämningar som grävdes fram delades upp i två separata byggnader eller byggnadskomplex. Den första består bara av fragment och små bråteväggar, således var byggnadens form svår att avgöra. Den andra byggnaden var i ett mycket bättre skick och ett rektangulärt rum kunde urskiljas samt två stratifieringsskikt. Ett av dessa skikt hade inga spår av keramik, skulpturfragment eller liknande föremål. Med andra ord är detta lager från tiden innan platsen användes för religiösa ändamål. Arkeologerna insåg att några gropar de funnit som bestod av olika former och storlekar tidigare hade grävts från samma nivå. Inuti i groparna hittades spår av skulpturer av sten och terrakotta samt en del keramik. Groparna var också fyllda med sandiga och mörka jordlager. Arkeologerna drog slutsatsen att statyerna hade ett samband med byggnaden och att groparna grävdes längs helgedomens temenos.
Terrakottaskulpturerna är svåra att klassificera eftersom de är mycket monotona till formen. Arkeologerna menade att åtminstone några av formarna som användes till terrakottaskulpturerna inte hade ett cypriotiskt ursprung utan snarare hade ett grekiskt uttryck. De föreslog att skulpturernas huvuden var gjorda i utländska formar som sedan placerats på kroppar tillverkade av den lokala cypriotiska typen. I vissa fall kunde huvudena sedan ändras till ens personliga smak. Resultatet blev en hybridstil med en cypriotisk kropp och ett grekiskt huvud. Mindre terrakottagipser hittades också som ofta föreställer en vagngrupp som liknar de grupper som även hittades vid Ajia Irini. En av dessa grupper föreställer Athena. Skulpturerna dateras mellan cypro-arkaisk och cypro-klassisk tid, fram till den cypro-hellenistiska tiden.

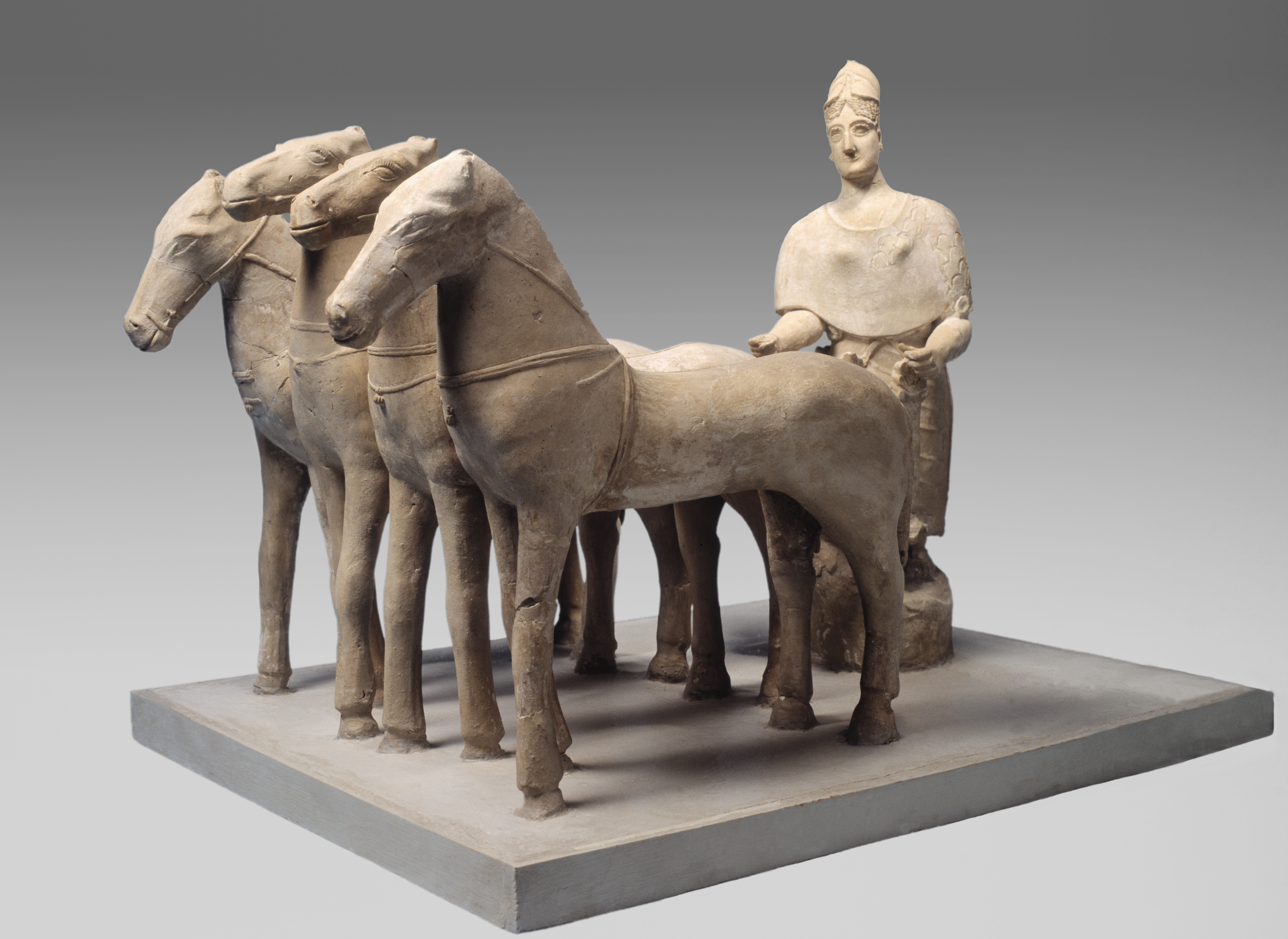
Gudinnan Athena på en stridsvagn dragen av fyra hästar. Från ca. 600–400 f.Kr. Mersinaki.

Stenskulpturerna är skapta av en mjuk kalksten som liknar den som användes i Vouni. Vissa skapades av en hårdare sten som snarare påminner om stenen från Poros. Få av skulpturerna var helt bevarade, men de skulpturer som hittades är mycket karaktäristiska för Mersinaki. Skulpturerna av hård kalksten skiljer sig från de mjukare både i stil och teknik. Enligt arkeologerna är de hårdare mer påverkade av de grekisk-hellenistiska stilarna medan de mjukare är mer kopplade till de lokala cypriotiska stilarna och visar en degeneration av den cypro-arkaiska stilen.
När helgedomen förstördes spreds delar av skulpturerna över hela Mersinaki, dock inte alltför långt bort. Under romartiden byggdes ett hus nära den gamla helgedomen men på en högre nivå. Efter att detta hus förstördes övergavs platsen och det finns inga tecken på att platsen skall ha använts efter romartiden.